# Пау Наварро
Па́у Нава́рро Баде́нес (ісп. Pau Navarro Badenes; нар. 25 квітня 2005, Ла-Вілавелья) — іспанський футболіст, захисник клубу «Вільярреал».

## Клубна кар'єра
Почав займатися футболом в академії «Вільярреала» з 9 років, потім виступав за юнацьку команду «Рода», а 2019 року знову повернувся до системи «Вільярреала». 24 вересня 2023 року дебютував за «Вільярреал С» в матчі Терсери Федерасьйон проти «Асеро». 5 листопада 2023 року в поєдинку проти «Гандії» забив свій перший гол у кар'єрі.
12 листопада 2023 року в складі резервної команди дебютував у професіональному футболі, вийшовши на заміну Алексу Форесу в матчі Сегунди проти «Тенерифе». В січні 2024 року продовжив контракт з «Вільярреалом» до 2027 року. 7 квітня 2024 року в поєдинку Сегунди проти «Бургоса» забив свій перший гол у професіональній кар'єрі.
26 вересня 2024 року дебютував в основному складі «Вільярреала» в матчі Ла-Ліги проти «Еспаньйола», замінивши Логана Кошту.

## Кар'єра в збірній
Виступав за збірну Іспанії до 19 років.

## Статистика виступів
Станом на 18 травня 2025 
| Клуб              | Сезон             | Чемпіонат           | Чемпіонат | Чемпіонат | Кубок | Кубок | Єврокубки | Єврокубки | Всього | Всього |
| Клуб              | Сезон             | Дивізіон            | Матчі     | Голи      | Матчі | Голи  | Матчі     | Голи      | Матчі  | Голи   |
| ----------------- | ----------------- | ------------------- | --------- | --------- | ----- | ----- | --------- | --------- | ------ | ------ |
| Вільярреал Б      | 2023–24           | Сегунда Дивізіон    | 13        | 1         | —     | —     | —         | —         | 13     | 1      |
| Вільярреал Б      | 2024–25           | Прімера Федерасьйон | 4         | 0         | —     | —     | —         | —         | 4      | 0      |
| Вільярреал Б      | Всього            | Всього              | 17        | 1         | 0     | 0     | 0         | 0         | 17     | 1      |
| Вільярреал        | 2024–25           | Ла-Ліга             | 16        | 0         | 2     | 0     | 0         | 0         | 18     | 0      |
| Всього за кар'єру | Всього за кар'єру | Всього за кар'єру   | 33        | 1         | 2     | 0     | 0         | 0         | 35     | 1      |